# 福严院塔
福严院塔位于陕西省延安市富县北道德乡东村，俗称“东村塔”，1992年被列为第三批陕西省文物保护单位，2013年被列为第七批全国重点文物保护单位。
福严院早已被毁，现仅存塔。塔建于宋代，为楼阁式砖塔，空心，平面呈八角形，共十三层，高30.2米。